# Lista de estádios mais caros do mundo
Esta é uma lista de estádios mais caros, por custo total da construção
| Rank | Estádio                   | Esporte                       | Mandantes                                  | País           | Cidade          | Proprietários                             | Começo das obras | Inauguração | Custo total da obra (em bilhões de dólares) |
| ---- | ------------------------- | ----------------------------- | ------------------------------------------ | -------------- | --------------- | ----------------------------------------- | ---------------- | ----------- | ------------------------------------------- |
| 1    | Yankee Stadium            | Baseball Association Football | New York Yankees (MLB) New York City (MLS) | Estados Unidos | Nova Iorque     | New York Yankees                          | 2006             | 2009        | 1.5                                         |
| 2    | Mercedes-Benz Stadium     | Futebol Americano, Futebol    | Atlanta Falcons (NFL) Atlanta United (MLS) | Estados Unidos | Atlanta         | Georgia World Congress Center             | 2014             | 2017        | 1.6                                         |
| 3    | MetLife Stadium           | Futebol Americano             | New York Jets (NFL) New York Giants (NFL)  | Estados Unidos | East Rutherford | New York Jets (50%) New York Giants (50%) | 2007             | 2010        | 1.7                                         |
| 4    | Wembley Stadium           | Futebol                       | Seleção Inglesa                            | Inglaterra     | Londres         | Federação Inglesa de Futebol              | 2003             | 2007        | 1.5                                         |
| 5    | AT&T Stadium              | Futebol Americano             | Dallas Cowboys (NFL)                       | Estados Unidos | Dallas          | Cidade de Arlington                       | 2005             | 2009        | 1.48                                        |
| 6    | Estádio Krestovsky        | Futebol                       | Zenit                                      | Rússia         | São Petesburgo  | Zenit                                     | 2008             | 2017        | 1.1                                         |
| 7    | U.S. Bank Stadium         | Futebol Americano             | Minnesota Vikings (NFL)                    | Estados Unidos | Minneapolis     | Estado de Minnesota                       | 2013             | 2016        | 1.1                                         |
| 8    | Globe Life Field          | Baseball                      | Texas Rangers (MLB)                        | Estados Unidos | Dallas          | Cidade de Arlington                       | 2017             | 2020        | 1.1                                         |
| 9    | Tottenham Hotspur Stadium | Futebol                       | Tottenham Hotspur                          | Inglaterra     | Londres         | Tottenham Hotspur                         | 2013             | 2018        | 1.33                                        |
| 10   | Estádio Nacional          | Futebol                       | Seleção Brasileira                         | Brasil         | Brasília        | Confederação Brasileira de Futebol        | 2010             | 2013        | 0.8                                         |
| 11   | Emirates Stadium          | Futebol                       | Arsenal                                    | Inglaterra     | Londres         | Arsenal                                   | 2004             | 2006        | 0.7                                         |